# Nazionale maschile di pallavolo della Lettonia
La nazionale maschile di pallavolo della Lettonia è una squadra europea composta dai migliori giocatori di pallavolo della Lettonia ed è posta sotto l'egida della Federazione pallavolistica della Lettonia.

## Rosa
Segue la rosa dei giocatori convocati per l'European Silver League 2023.
| N° | Nome                 | Ruolo | Data di nascita   | Squadra           |
| -- | -------------------- | ----- | ----------------- | ----------------- |
| 2  | Kaspars Kronbergs    | L     | 24 aprile 2004    | RTU Robežsardze   |
| 3  | Jānis Jansons        | P     | 31 agosto 2000    | Jēkabpils Lūši    |
| 7  | Romāns Saušs         | S     | 27 giugno 1989    | Martigues         |
| 8  | Kristaps Šmits       | S     | 31 marzo 1998     | Arcada Galați     |
| 9  | Hermans Egleskalns   | O     | 8 dicembre 1990   | Cambrai           |
| 10 | Jēkabs Dzenis        | C     | 14 gennaio 2000   | RTU Robežsardze   |
| 13 | Edvīns Skrūders      | P     | 13 novembre 1997  | Rapid Bucarest    |
| 14 | Gustavs Freimanis    | C     | 22 settembre 2002 | Gazélec Ajaccio   |
| 15 | Oļegs Klopovs        | C     | 24 giugno 2000    | RTU Robežsardze   |
| 17 | Atvars Ozoliņš       | S     | 17 dicembre 1998  | Fréjus            |
| 19 | Kristers Dardzāns    | O     | 9 ottobre 2001    | Hurrikaani-Loimaa |
| 21 | Vladislavs Blumbergs | C     | 27 dicembre 1999  | OFĪ Creta         |
| 22 | Renārs Jansons       | O     | 17 maggio 2002    | Aalst             |
| 23 | Miks Ramanis         | S     | 1º gennaio 2002   | Brigham Young     |
| 25 | Dmitrijs Špakovs     | P     | 1º agosto 2002    | RTU Robežsardze   |
| 33 | Dāvis Melnis         | L     | 27 maggio 1997    | Jēkabpils Lūši    |

## Risultati

### Competizioni CEV
| 1948 | non esistente   | -            |
| 1950 | non esistente   | -            |
| 1951 | non esistente   | -            |
| 1955 | non esistente   | -            |
| 1958 | non esistente   | -            |
| 1963 | non esistente   | -            |
| 1967 | non esistente   | -            |
| 1971 | non esistente   | -            |
| 1975 | non esistente   | -            |
| 1977 | non esistente   | -            |
| 1979 | non esistente   | -            |
| 1981 | non esistente   | -            |
| 1983 | non esistente   | -            |
| 1985 | non esistente   | -            |
| 1987 | non esistente   | -            |
| 1989 | non esistente   | -            |
| 1991 | non esistente   | -            |
| 1993 | non qualificata | -            |
| 1995 | 11º posto       | Convocazioni |
| 1997 | non qualificata | -            |
| 1999 | non qualificata | -            |
| 2001 | non qualificata | -            |
| 2003 | non qualificata | -            |
| 2005 | non qualificata | -            |
| 2007 | non qualificata | -            |
| 2009 | non qualificata | -            |
| 2011 | non qualificata | -            |
| 2013 | non qualificata | -            |
| 2015 | non qualificata | -            |
| 2017 | non qualificata | -            |
| 2019 | non qualificata | -            |
| 2021 | 16º posto       | Convocazioni |
| 2023 | non qualificata | -            |

| 2004 | non qualificata | -            |
| 2005 | non qualificata | -            |
| 2006 | non qualificata | -            |
| 2007 | 11º posto       | Convocazioni |
| 2008 | non qualificata | -            |
| 2009 | non qualificata | -            |
| 2010 | non qualificata | -            |
| 2011 | non qualificata | -            |
| 2012 | non qualificata | -            |
| 2013 | non qualificata | -            |
| 2014 | non qualificata | -            |
| 2015 | non qualificata | -            |
| 2016 | non qualificata | -            |
| 2017 | non qualificata | -            |
| 2018 | non qualificata | -            |
| 2019 | 4º posto        | Convocazioni |
| 2021 | 10º posto       | Convocazioni |
| 2022 | 11º posto       | Convocazioni |
| 2023 | non qualificata | -            |
| 2024 | non qualificata | -            |
| 2025 | 11º posto       | Convocazioni |

| 2018 | 3º posto        | Convocazioni |
| 2019 | non qualificata | -            |
| 2021 | non qualificata | -            |
| 2022 | non qualificata | -            |
| 2023 | 1º posto        | Convocazioni |
| 2024 | non qualificata | -            |
| 2025 | non qualificata | -            |